# 納祖爾省

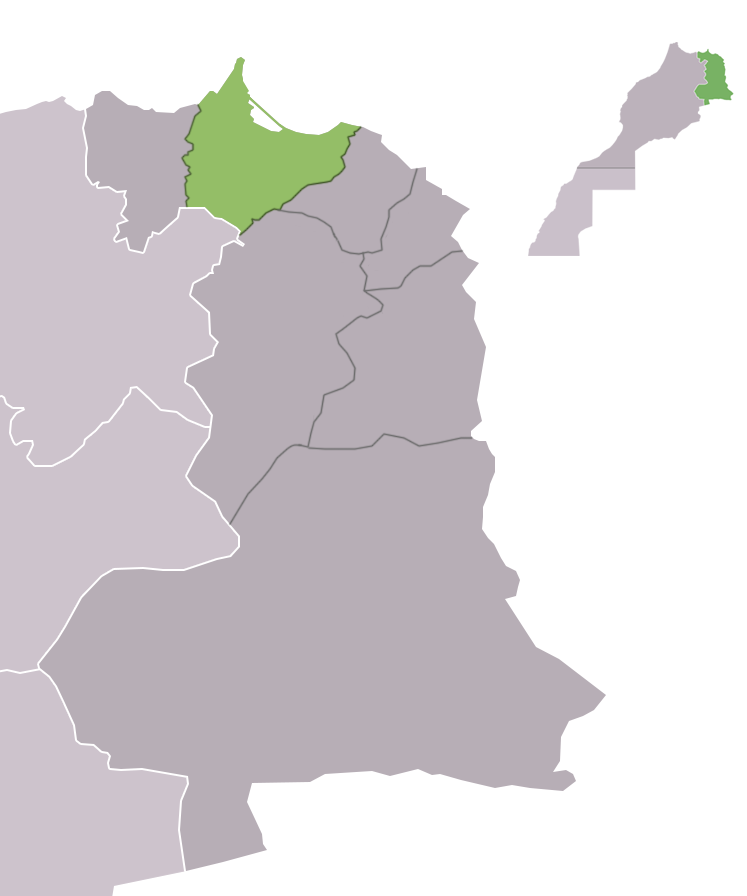

35°10′42″N 2°55′51″W / 35.17833°N 2.93083°W
納祖爾省（阿拉伯语：‎），是摩洛哥的省份，位於該國東北部，由東部大區負責管轄，首府設於納祖爾，面積3,263平方公里，2004年人口505,647，人口密度每平方公里155人。